# Mei 2013
Dit artikel geeft een chronologisch overzicht van de belangrijkste gebeurtenissen per dag van de maand mei in het jaar 2013.

## Gebeurtenissen

### 1 mei
- Na bijna tien jaar (gedeeltelijke) sluiting door ingrijpende verbouwingen zijn aan het Museumplein in Amsterdam de drie grote musea weer open voor het publiek: het Stedelijk Museum, het Rijksmuseum en het Van Gogh Museum.
- Bij een nieuwe reeks aanslagen in Irak, waaronder één tegen een politiekonvooi, komen minstens vijftien mensen om het leven.
- In Myanmar komt het opnieuw tot geweld tussen boeddhisten en moslims. Huizen worden in brand gestoken en moskeeën worden aangevallen. Er valt minstens één dode en er zijn een tiental gewonden.
- Bij een aardbeving van 5,8 op de schaal van Richter in de noordelijke Indische deelstaten Jammu en Kasjmir en Himachal Pradesh komen twee mensen om en raken zo'n zeventig mensen gewond.
- In het zuiden van Thailand, in de stad Pattani, doden separatisten zes mensen, waaronder een jongen van twee jaar, bij een schietpartij in een restaurant.

### 2 mei
- Een nieuw biljet van 5 euro wordt ingevoerd.

### 4 mei
- De trein- en giframp bij Wetteren wordt veroorzaakt door een ontsporing en in brand raken van een aantal wagons van een goederentrein nabij het Belgische Wetteren waardoor het giftige en brandbare acrylonitril vrij komt. Er vallen één dode en tientallen gewonden door het inademen van giftige stoffen. Veel bewoners moeten worden geëvacueerd wegens vergiftiging van het rioolwater.
- In de Congolese hoofdstad Kinshasa vallen zestien doden bij een verkeersongeval waarbij een minibus een personenwagen aanrijdt en in de Kalamurivier belandt.
- Etnisch geweld in de Nigeriaanse deelstaat Taraba kost aan minstens 39 mensen het leven.
- In Afghanistan komen bij verschillende incidenten acht NAVO-soldaten om het leven. Dit is het hoogste aantal sinds augustus 2012.
- Israël voert een luchtaanval uit op een militaire basis in de Syrische hoofdstad Damascus.
- Vijf mensen komen om bij een zelfmoordaanslag met een autobom in Amakoudji, in het noorden van Mali.

### 5 mei
- De Curaçaose politicus Helmin Wiels, leider van de onafhankelijkheidspartij Pueblo Soberano, de grootste partij in de Staten van Curaçao, wordt op het strand van Willemstad doodgeschoten.
- De Nederlandse schrijver Oek de Jong wint de Gouden Uil met zijn roman Pier en oceaan.
- De Spaanse politie legt in Córdoba beslag op een recordvangst van 52 ton hasjiesj ter waarde van 100 miljoen euro.
- In Maleisië wint Barisan National, de regerende coalitie die sinds 1957 aan de macht is, de parlementsverkiezingen met 133 van de 222 zetels.
- Duizenden radicale moslims protesteren in Dhaka, de hoofdstad van Bangladesh, om de doodstraf te eisen voor het beledigen van de islam. Zij eisen ook verplicht islamitisch onderwijs en de afschaffing van de gelijke behandeling van mannen en vrouwen. Bij daaropvolgende schermutselingen tussen radicale moslims en de politie vallen minstens 24 doden.
- Bij gevechten in de stamgebieden in het noordwesten van Pakistan worden zestien opstandelingen en twee soldaten gedood.
- In de regio Abyei, in het grensgebied tussen Soedan en Zuid-Soedan, worden bij een aanval een stamhoofd van de Dinka en een Ethiopische Blauwhelmsoldaat gedood.
- Coffeeshops in Nederlands-Limburg kondigen aan weer wiet te zullen verkopen aan buitenlanders.
- Op een vliegshow in Madrid stort een vliegtuigje neer op een hangar, waarna het ontploft. De piloot van 34 komt om.
- Bij nieuw geweld in Irak, onder andere in Bagdad en Kirkoek, komen vijf mensen om.
- In de Somalische hoofdstad Mogadishu komen minstens elf mensen om bij een zelfmoordaanslag op een regeringskonvooi.
- In Nigeria worden minstens tien mensen gedood bij een aanslag op een markt en een kerk in de deelstaat Adamawa. Vermoed wordt dat Boko Haram achter de aanslag zit.
- Bij de explosie van een granaat bij een katholieke kerk in Arusha in het noorden van Tanzania vallen twee doden en minstens 36 gewonden.

### 6 mei
- In Pakistan komen minstens 23 mensen om het leven bij een bomaanslag op een bijeenkomst van de islamitische partij Jamiat Ulema-e-Islam. Er vallen ook meer dan honderd gewonden. De aanslag wordt opgeëist door de Pakistaanse taliban.
- Uit officiële statistieken blijkt dat het H7N9-vogelgriepvirus opnieuw vier slachtoffers heeft gemaakt in China. Het totaal aantal slachtoffers komt daarmee op 31.
- Het Syrisch Observatorium voor de Mensenrechten meldt op haar website dat bij de Israëlische luchtaanval op Damascus van 4 mei minstens 42 Syrische soldaten zijn omgekomen.
- Ronnie O'Sullivan wint het WK snooker voor de vijfde keer in zijn carrière. In de finale is hij met 18-12 te sterk voor Barry Hawkins.

### 7 mei
- Bij een uitbarsting van de vulkaan Mayon in de Filipijnen komen vier Europese toeristen en hun lokale gids om het leven.
- In de haven van Genua vallen minstens zeven doden nadat een containerschip tegen een controletoren botst.
- In de Amerikaanse stad Cleveland worden drie jonge vrouwen bevrijd die circa tien jaar geleden ontvoerd werden en al die tijd in de kelder van een huis gevangen zaten. Er wordt ook een zesjarig kind bevrijd dat daar was geboren.
- Bij de explosie van een tankwagen met vloeibaar gas in de Mexicaanse stad San Cristóbal Ecatepec komen minstens achttien mensen om en raken nog eens 36 anderen gewond.
- De Franse en Spaanse politie arresteren in een gezamenlijke actie op drie verschillende plaatsen in Frankrijk zes vermoedelijke leden van de Baskische afscheidingsbeweging ETA.
- Minstens vier politieagenten komen om in het zuidoosten van Afghanistan wanneer hun voertuig op een bermbom rijdt.
- Net zoals een dag eerder wordt in het noordoosten van Pakistan een aanslag gepleegd tijdens een verkiezingsbijeenkomst van de Jamiat Ulema-e-Islam-partij. Minstens vijf mensen komen daarbij om.

### 8 mei
- Het Hof van beroep in Milaan veroordeelt ex-premier Silvio Berlusconi tot vier jaar cel wegens belastingfraude met zijn media-imperium Mediaset. Berlusconi mag ook vijf jaar lang geen openbaar ambt uitoefenen.
- Bij een verkeersongeval nabij de stad Kullu in de Indische deelstaat Himachal Pradesh waarbij een bus in de rivier de Beas stort, komen minstens 39 mensen om het leven.

### 9 mei
- Hemelvaartsdag (veranderlijke christelijke feestdag)
- In de Centraal-Nigeriaanse deelstaat Nassarawa worden minstens 28 agenten gedood bij een aanslag.
- In Dhaka, de hoofdstad van Bangladesh, komen minstens acht mensen om bij een brand in een kledingfabriek.

### 10 mei
- Zonsverduistering (ringvormig), te zien vanaf Stille Oceaan
- De Guatemalteekse ex-president Efraín Ríos Montt wordt in zijn land veroordeeld tot 80 jaar gevangenisstraf wegens genocide en misdaden tegen de menselijkheid.
- Zeventien dagen na de instorting van een gebouw met textielfabriekjes in Bangladesh wordt nog een vrouw levend van onder het puin gehaald. Het dodental is inmiddels al opgelopen tot meer dan 1000 personen. Het is de dodelijkste industriële ramp in 30 jaar.
- Colruyt krijgt van een Brusselse correctionele rechtbank een boete van 270.000 euro wegens illegale reclame voor tabakswaren.
- Wegens langdurige droogte worden zesduizend bewoners van de noordelijke Marshalleilanden bedreigd door waterschaarste. In het noorden van de eilandstaat is de noodtoestand afgekondigd.
- Bij een aanslag op een markt in de Pakistaanse stad Miranshah in Noord-Waziristan vallen minstens vier doden en vijftien gewonden.
- Sinds begin mei zijn al acht doden gevallen bij overstromingen in het westelijke Oegandese district Kasese. 25.000 mensen zijn dakloos. In het Rwenzori-gebergte kwam het tot aardverschuivingen.
- Het koelsysteem van het Internationaal ruimtestation ISS lekt ammonia.

### 11 mei
- In de Turkse stad Reyhanli, nabij de Syrische grens, komen 46 mensen om het leven bij een dubbele bomaanslag met autobommen. Er zijn ook meer dan honderd gewonden.
- In de Egyptische hoofdstad Caïro start een nieuwe rechtszaak tegen ex-president Hosni Moebarak voor zijn medeplichtigheid aan de dood van meer dan 800 betogers in 2011.
- In Pakistan worden parlementsverkiezingen gehouden. In Karachi vallen bij een aanslag op een partijkantoor van de Awami National Party minstens elf doden en 36 gewonden. De Pakistaanse Moslimliga, de partij van oud-premier Nawaz Sharif, is de winnaar van de verkiezingen.
- Het zuiden van Iran wordt getroffen door een aardbeving van 6,2 op de schaal van Richter. Het epicentrum ligt op 85 km ten zuidoosten van de stad Minab. Naast de materiële schade vallen er één dode (een meisje van twee jaar) en zo'n twintig gewonden.
- Bij een gasexplosie in een steenkoolmijn in het zuidwesten van China vallen 22 doden.

### 12 mei
- Moederdag (veranderlijke feestdag)
- Een aanslag in Riyad (stad) (de Riyadh compound bombings) uitgevoerd door Al Qaida resulteert in 39 doden.
- De vervroegde parlementsverkiezingen in Bulgarije worden nipt gewonnen door de zittende regeringspartij GERB. De opkomst was bijzonder laag en zeer verdeeld, waarbij de verkiezingen werden geplaagd door beschuldigingen van fraude.

### 13 mei
- In Nederland start de rechtszaak tegen twee van de acht Belgische jongeren die begin 2013 in Eindhoven een voorbijganger in elkaar trapten.
- In de Filipijnen komen acht mensen om bij gewelddadige incidenten bij tussentijdse verkiezingen.
- Drie mensen komen om het leven bij een aanslag met een autobom voor een ziekenhuis in de Libische stad Benghazi.

### 14 mei
- Angelina Jolie maakt via een ingezonden brief in de New York Times bekend dat ze haar beide borsten preventief heeft laten verwijderen (mastectomie) ter voorkoming van borstkanker.

### 15 mei
- De Nederlandse staatssecretaris van belastingen Frans Weekers (VVD) overleeft een motie van wantrouwen. De motie was ingediend omdat Bulgaren ten onrechte voor 95 miljoen aan zorg- en huurtoeslag hadden kunnen aanvragen.

### 16 mei
- Darter Michael van Gerwen wint als eerste Nederlander de Premier League Darts door in de finale de Brit Phil Taylor met 10-8 te verslaan.
- Bij gevechten tussen het Congolese regeringsleger en Maï-Maïmilities in de stad Beni in de provincie Noord-Kivu vallen minsten 21 doden.
- Bangladesh begint met de evacuatie van meer dan een miljoen mensen uit vijftien kustdistricten in afwachting van het aan land komen van de tropische cycloon Mahasen. Een dag eerder werden al de haven van Chittagong en de luchthaven van Cox's Bazar gesloten.
- Bij verschillende tornado's in het noorden van de Amerikaanse staat Texas vallen minstens zes doden en meer dan honderd gewonden.
- Bij een zelfmoordaanslag in de Afghaanse hoofdstad Kabul komen veertien mensen om het leven, onder wie twee buitenlandse militairen en vier mensen die voor de NAVO werkten.

### 17 mei
- Bij bomaanslagen tijdens het vrijdaggebed op twee moskeeën in het noordwesten van Pakistan vallen minstens vijftien doden en meer dan honderd gewonden.

### 18 mei
- In het Zweedse Malmö vindt het Eurovisiesongfestival 2013 plaats. Zangeres Emmelie de Forest wint met het nummer Only Teardrops voor Denemarken.

### 19 mei
- Pinksteren (1e Pinksterdag) (veranderlijke christelijke feestdag)

### 22 mei
- In Londen wordt de 25-jarige militair Lee Rigby op klaarlichte dag onthoofd door de Nigeriaan Mujahid.

### 25 mei
- Beperkte maansverduistering (halfschaduw), zichtbaar vanaf het zuidelijk halfrond

## Overleden
<< · januari · februari · maart · april · mei · juni · juli · augustus · september · oktober · november · december · >>